# El Real (Sos del Rey Católico)
El Real fue una villa medieval que se situaba en el actual Campo Real de Sos del Rey Católico, en la comarca de las Cinco Villas.

## Toponimia
En los textos medievales escritos en aragonés se escribe El Reyal, La Reyal, El Real y La Real. Es un topónimo transparente, un adjetivo sustantivizado que indica pertenencia al rey o la realeza y que deriva del latino REGALIS. El origen de este topónimo es el nombre de una finca homónima que fue señorío de los Sada.
La forma femenina con epéntesis (La Reyal) aparece en un texto del Archivo de la Corona de Aragón escrito en catalán sobre rentas de diferentes pueblos, después de rendes de Sos y antes de Hisurre, aunque también es latinizado como Regali prope Sangossam:.
La forma masculina con epéntesis aparece en un texto relativo al comercio medieval.

Item, lo collidor d'El Reyal XII lb. XII s. V miga / Item, lo collidor del Bayo...

## Geografía
Sus términos son conocidos por un texto escrito el 11 de junio de 1488 en Sigüés:

Item mas, la villa d'El Real con todos sus lugares y aldeas, terminos e montes, segunt mas largament se demuestra por el privilegio que ellos tienen real, la qual dicha villa y sus aldeas conffrontan a las partes del regno de Navarra con los terminos del lugar de Exavierre y con los terminos del lugar de Yesa, y con los terminos de la villa de Sanguesa y con el rio de Aragon, y con los terminos del lugar de Penya. Et a la part del regno de Aragon conffronta con los terminos de la villa de Sos y con los terminos del lugar de Urries, y con los terminos de la villa de Tiermas, y con terminos de la villa de Ruesta.

## Historia
La primera mención es del 1 de julio de 1208:

ego Garcias Eximini notarius publicus de La Real...

El 13 de marzo de 1301 el rey Jaime II de Aragón ordenó que los habitantes de Ull y Fila se transladasen a un puyalón con una fuente que  había entre las dos poblaciones, donde se construyó una nueva población llamada La Real. Según Antonio Ubieto Arteta fue un término de Salvatierra de Esca, no obstante las fuentes medievales lo suelen mencionar siempre con Sos del Rey Católico y con Sangüesa, sobre todo desde el año 1430, cuando Alfonso V de Aragón la vendió a los jurados de Sos del Rey Católico. 
En las Cortes de Alcañiz de 1436 mencionan El Real como una pertenencia de la de Sos del Rey Católico y como un lugar de cobro de peajes:

La dita villya de Sos e la villya d'El Real, a la qual yes de la villa de Sos, son del regno d'Aragon e pobladas en la frontera de Navarra, enta la partida de Sanguessa...

El qual peage se culle en el dito lugar d'El Real e en sus terminos...

El 1 de septiembre de 1464, mediante Privilegio Real otorgado por el rey Juan II de Aragón, la villa de El Real, junto con los lugares de Undués de Lerda, La Certera y sus términos asociados, es dada a mosén Fernando de Alvarado para sí y sus descendientes, con jurisdicción civil y criminal sobre dichos territorios. De esta forma, el lugar se constituye como baronía aragonesa que permanecerá en manos de la Casa de Alvarado desde de 1464 hasta 1818, si bien la familia perderá el dominio efectivo sobre la misma en 1513 cuando, por decisión real, dichos territorios pasen a gestionarse directamente por la Corona para evitar así los conflictos que venían originándose en ellos por su condición de fronterizos entre los antiguos reinos de Aragón y Navarra.